# Estadio SK Hanácká Slavia Kroměříž

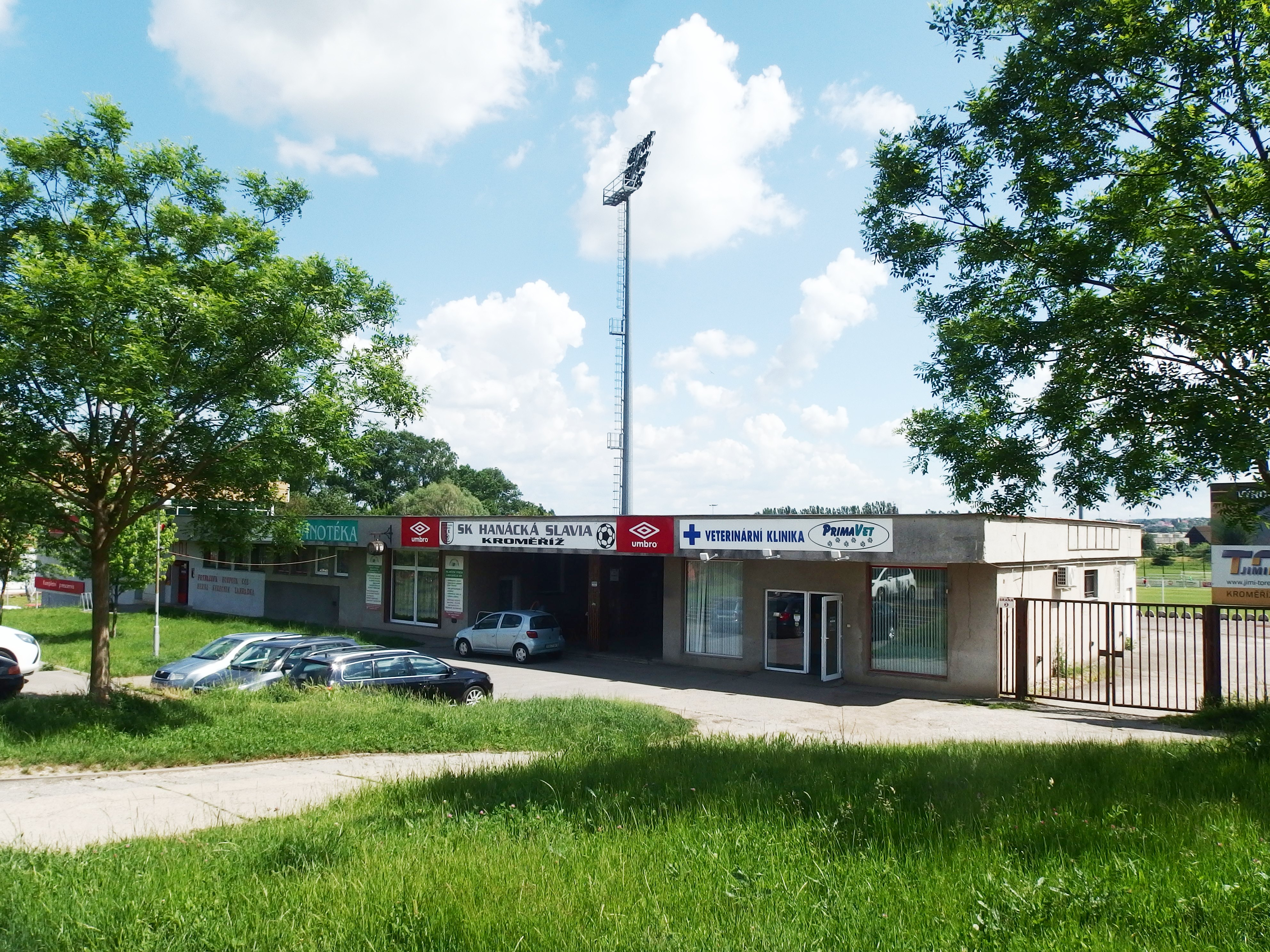
Entrada al estadio

Stadion SK Hanácká Slavia Kroměříž. Es un estadio de fútbol en Kroměříž, República Checa. Juega de local el SK Hanácká Slavia Kroměříž. Posee tres canchas empastadas. El estadio tiene una capacidad para 1.528 personas, de los cuales 700 pueden estar sentados. Toda la zona deportiva está bajo la administración de la organización de contribución Instalaciones deportivas de la ciudad de Kroměříž.